# Шумовка (Курская область)
Шумовка — деревня в Медвенском районе Курской области России. Входит в состав Китаевского сельсовета.

## География
Деревня находится на юге центральной части Курской области, в пределах Среднерусской возвышенности, в лесостепной зоне, на правом берегу ручья Дунаец (приток реки Полной), на расстоянии примерно 23 километров (по прямой) к северо-востоку от Медвенки, административного центра района. Абсолютная высота — 187 метров над уровнем моря.

### Климат
Климат характеризуется как умеренно континентальный, с тёплым летом и умеренно холодной зимой. Среднегодовая температура воздуха — 5,5 °C. Абсолютный минимум температуры воздуха самого холодного месяца (января) составляет −37 °C; абсолютный максимум самого тёплого месяца (июля) — 35 °C. Безморозный период длится около 151 дня в году. Среднегодовое количество атмосферных осадков составляет 587 мм, из которых большая часть выпадает в тёплый период.

### Часовой пояс
Деревня Шумовка, как и вся Курская область, находится в часовой зоне МСК (московское время). Смещение применяемого времени относительно UTC составляет +3:00.

## Население
| 2002 | 2010 |
| ---- | ---- |
| 10   | ↘6   |

### Половой состав
По данным Всероссийской переписи населения 2010 года в половой структуре населения мужчины составляли 66,7 %, женщины — соответственно 33,3 %.

### Национальный состав
Согласно результатам переписи 2002 года, в национальной структуре населения русские составляли 100 %.

## Инфраструктура
Личное подсобное хозяйство. В деревне 9 домов.

## Транспорт
Шумовка находится в 22,5 км от автодороги федерального значения М2 «Крым» (часть европейского маршрута E 105), в 7 км от автодороги межмуниципального значения 38Н-236 (М-2 «Крым» — Полевая), в 4 км от автодороги 38Н-237 (М-2 «Крым» — Полный — 38Н-236), при автодороге 38Н-248 (38Н-237 — Шумовка с подъездом к с. Любимовка), в 12,5 км от ближайшего ж/д остановочного пункта 574 км (линия Клюква — Белгород).
В 94 км от аэропорта имени В. Г. Шухова (недалеко от Белгорода).